# Tetrastylidium
Tetrastylidium är ett släkte av tvåhjärtbladiga växter. Tetrastylidium ingår i familjen Strombosiaceae.
Kladogram enligt Catalogue of Life:
| Tetrastylidium | \| \| Tetrastylidium grandifolium \| \| \| \| \| \| Tetrastylidium peruvianum \| \| \| \| |
|                | \| \| Tetrastylidium grandifolium \| \| \| \| \| \| Tetrastylidium peruvianum \| \| \| \| |
|                | Diogoa                                                                                    |
|                |                                                                                           |
|                | Engomegoma                                                                                |
|                |                                                                                           |
|                | Scorodocarpus                                                                             |
|                |                                                                                           |
|                | Strombosia                                                                                |
|                |                                                                                           |
|                | Strombosiopsis                                                                            |
|                |                                                                                           |
|                | Tetrastylidium grandifolium                                                               |
|                |                                                                                           |
|                | Tetrastylidium peruvianum                                                                 |
|                |                                                                                           |

|  | Tetrastylidium grandifolium |
|  |                             |
|  | Tetrastylidium peruvianum   |
|  |                             |